# 951
951(구백오십일)은 950보다 크고 952보다 작은 자연수다.

## 수학
- 합성수로, 그 약수는 1, 3, 317, 951이다. 진약수의 합은 321이므로, 951은 부족수다.
- 20번째 중심있는 오각수다. 앞의 중심있는 오각수는 856, 다음은 1051이다.

## 과학
- 951 가스프라: S형 소행성.

## 교통
- 유럽 고속도로 951호선: 그리스 이오아니나에서 메솔롱기까지 이어지는 유럽 고속도로.

## 문화재
- 대한민국의 보물 제951호: 선조국문유서

## 기타
- 연도: 951년, 기원전 951년